# Kohlmarkt (Wien)

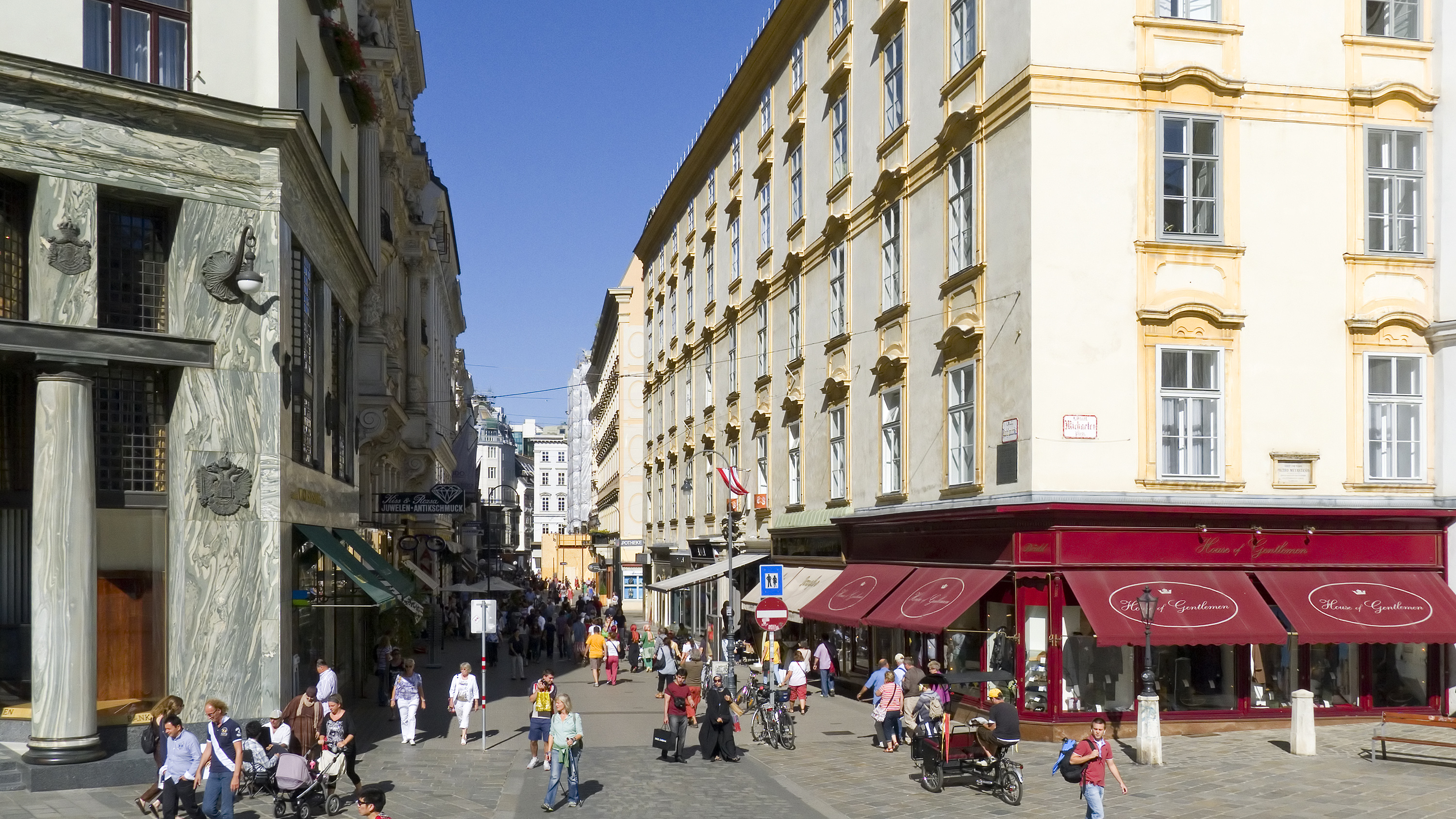
Der Kohlmarkt vom Michaelerplatz gesehen

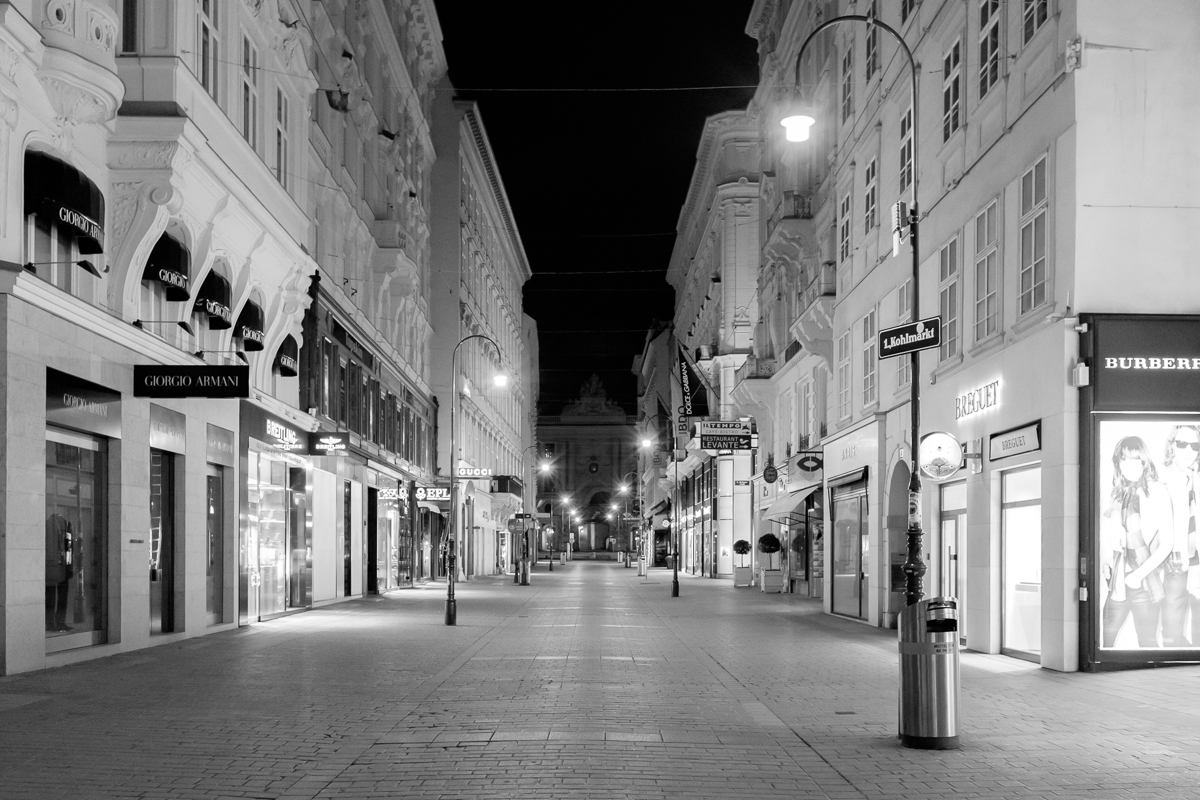
Der Kohlmarkt vom Graben aus gesehen

Der Kohlmarkt ist eine Einkaufsstraße im 1. Wiener Gemeindebezirk Innere Stadt. Er erstreckt sich vom Michaelerplatz bis zum Graben und gilt aufgrund einer hohen Dichte an Juwelieren und Filialen internationaler Modelabels als Luxusmeile Wiens.

## Geschichte

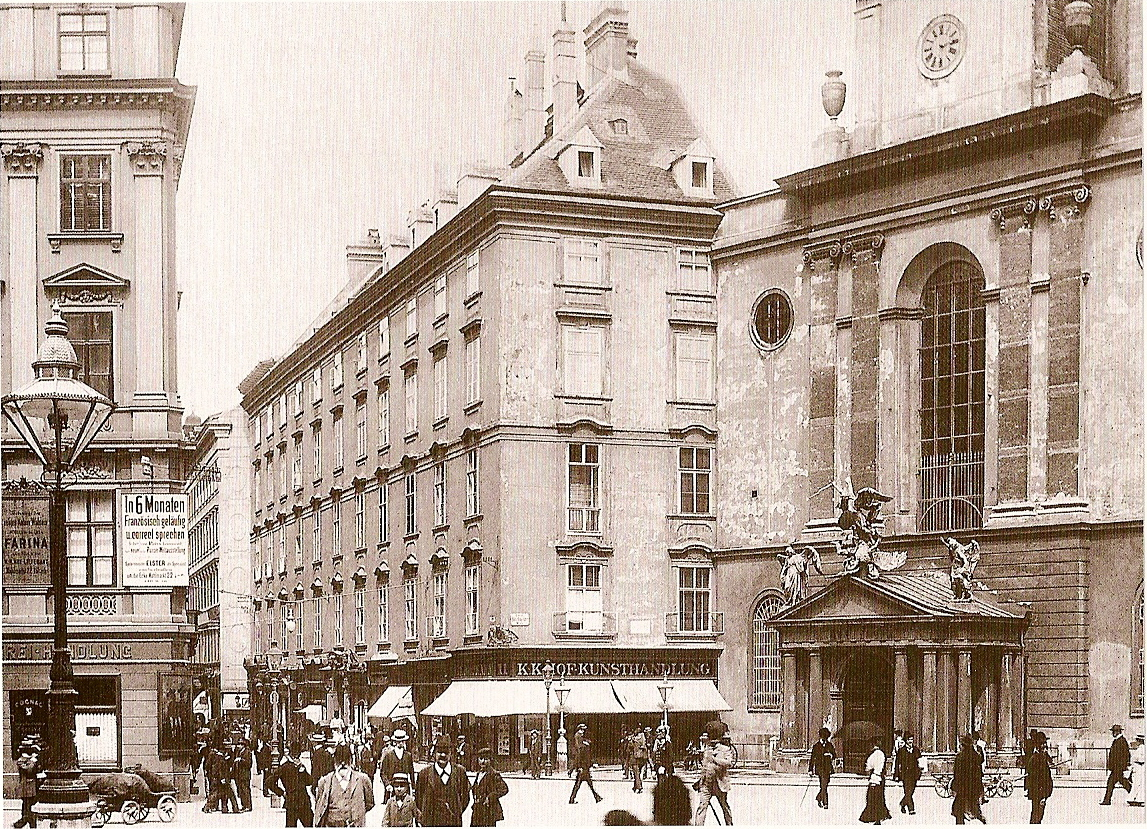
Der Kohlmarkt um 1900

Die Geschichte des Kohlmarkts reicht bis zur Zeit des römischen Legionslagers Vindobona zurück, dessen südwestliches Tor, das spätere Peilertor, über den Kohlmarkt erreicht werden konnte. 1255 und 1304 wurde er als Witmarkt erwähnt, 1314 und 1352 erstmals als Kohlenmarkt. Der Name ist auf die ursprüngliche Verwendung als Verkaufsplatz von Holzkohlenhändlern zurückzuführen. Nach der Errichtung der Hofburg hat die Nähe des Kohlmarkts zur kaiserlichen Residenz die Ansiedlung von Erzeugern hochwertiger und luxuriöser Güter begünstigt. Seit der gründerzeitlichen Realisierung der barocken Planungen für den Michaelertrakt der Burg bildet der Kohlmarkt die Sichtachse in Richtung Michaelerplatz.

## Geschäfte
Der Kohlmarkt ist (bzw. war) Standort vieler exklusiver Geschäfte und ehemaliger k.u.k. Hoflieferanten wie dem Demel, dem Tabakgeschäft Mohilla, der Manz’sche Verlags- und Universitätsbuchhandlung und der kartographischen Anstalt Freytag & Berndt (letztere bis April 2014 im Artaria-Haus.) Mit dem Ende der Monarchie, zunehmendem Konkurrenzkampf und steigenden Mietpreisen sahen sich jedoch viele Traditionsunternehmen zur Schließung ihrer Geschäfte gezwungen, wie beispielsweise der Kammer-Uhrmacher Franz Morawetz, und der Ordensjuwelier C. F. Rothe & Neffe im Jänner 2005. An deren Stelle zogen internationale Luxusmarken wie Tiffany, Dior oder Gucci ein. Der Kohlmarkt bildet gemeinsam mit dem Graben und der Kärntner Straße das sogenannte „Goldene U“ an traditionsreichen innerstädtischen Einkaufsstraßen, die über ein gehobenes Angebot verfügen und als Fußgängerzonen gestaltet sind. Mit Durchschnittsmietpreisen von 370 Euro pro Quadratmeter im Monat (Stand 2014) ist der Kohlmarkt die teuerste Einkaufsstraße Österreichs.

## Gebäude

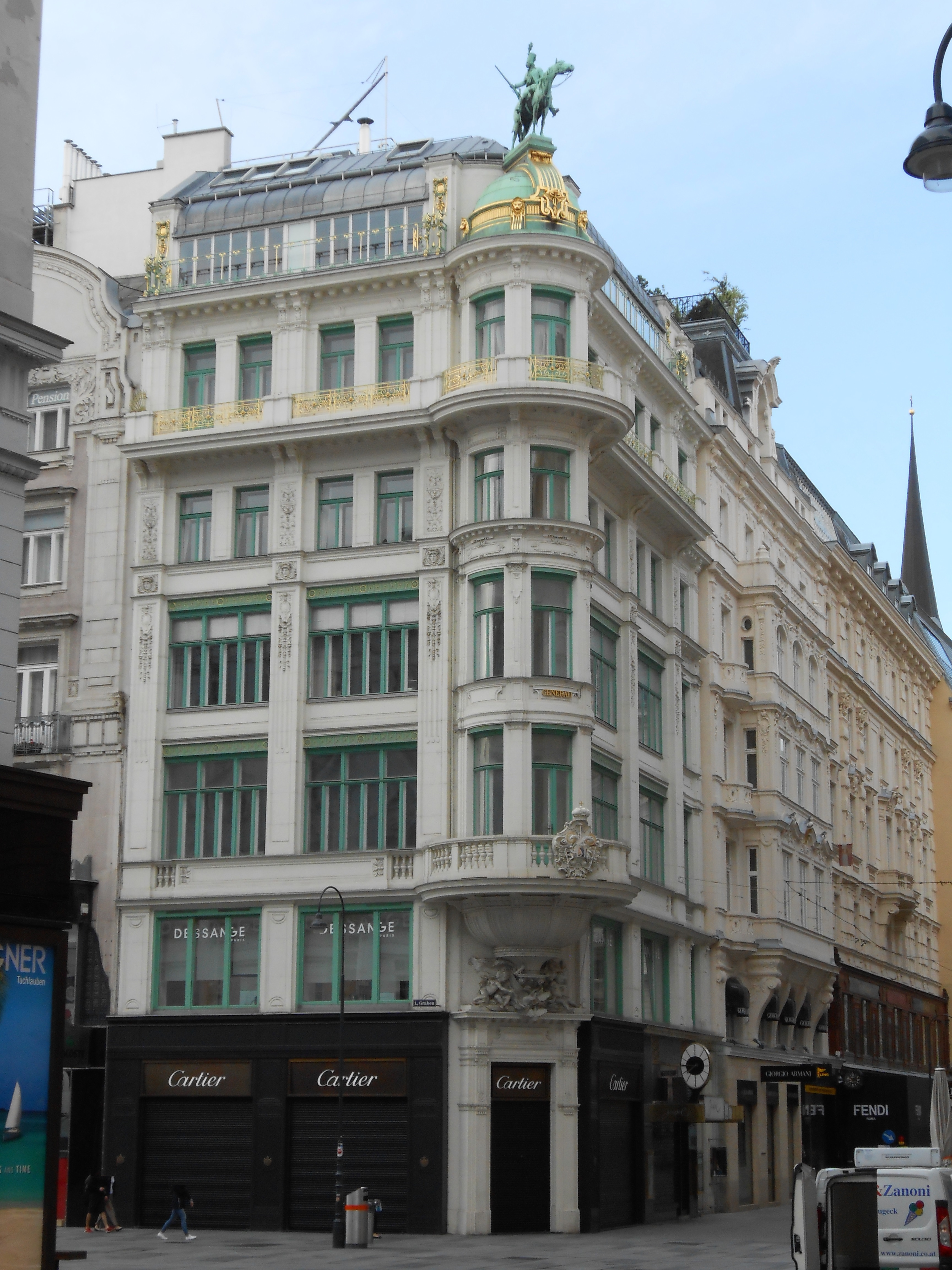
Husarenhaus am Kohlmarkt 1.

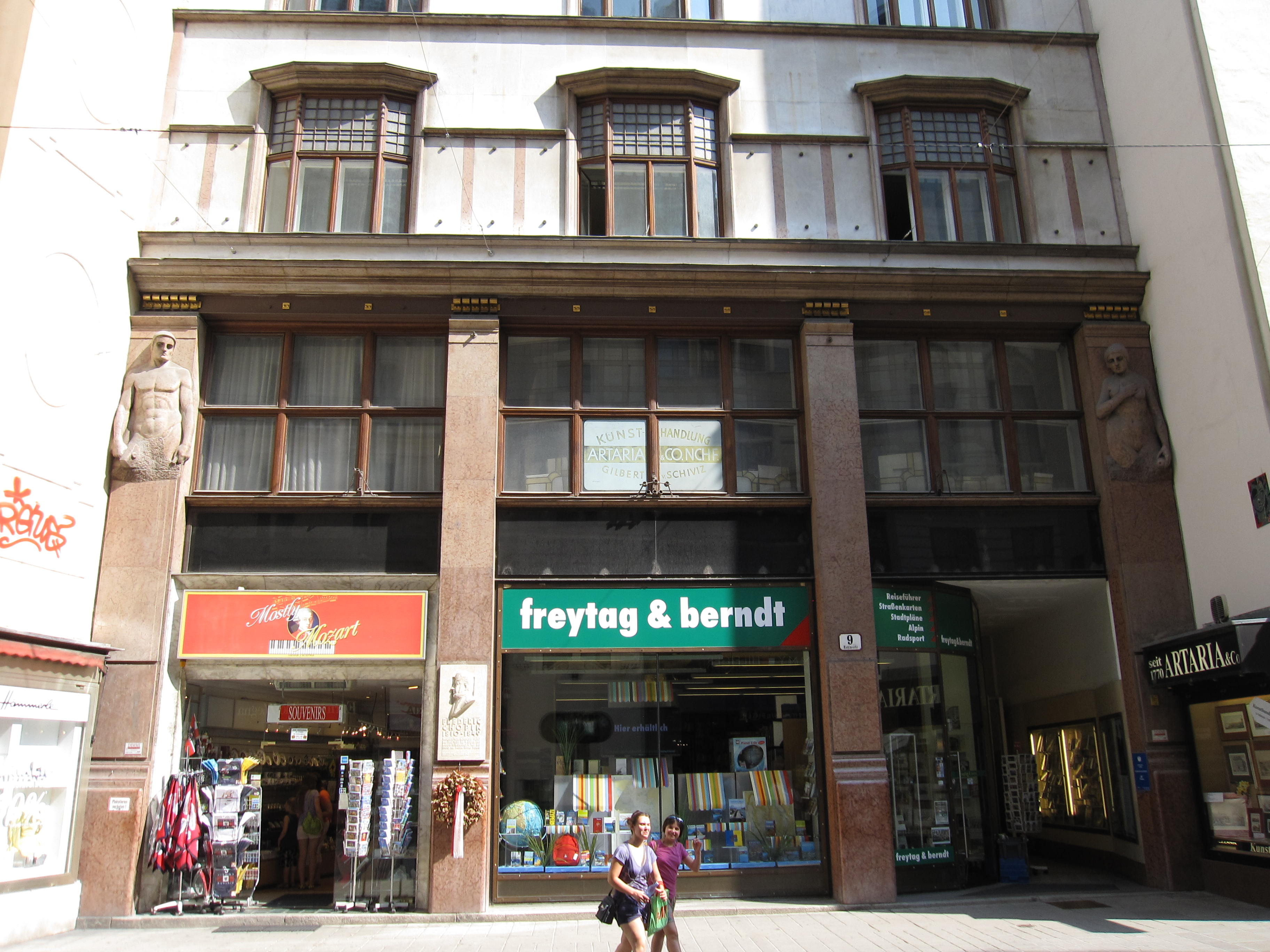
Artaria-Haus

- Nr. 2: ehemaliges Warenhaus Pollak
- Nr. 9: Artaria-Haus
- Nr. 11: Großes Michaelerhaus
- Nr. 14: Palais Blankenstein
- Nr. 16: Gebäude der Manz’schen Verlags- und Universitätsbuchhandlung
- Nr. 18: Looshaus (Ecke Michaelerplatz)